# Widliszek
Widliszek (Anopheles) – rodzaj muchówek z rodziny komarowatych. Obejmuje 476 opisanych gatunków. Larwy są filtratorami, żerującymi u powierzchni wody. Dorosłe samce pobierają pokarm roślinny, natomiast samice uzupełniają dietę krwią zwierząt stałocieplnych. Część z gatunków to wektory zarodźców, wywołujących u ludzi malarię oraz nicieni wywołujących u ludzi filariozy.

## Ewolucja
Z zapisu kopalnego znane są tylko dwa gatunki widliszków, oba z inkluzji w bursztynie: Anopheles dominicanus z miocenu oraz Anopheles rottensis z oligocenu. Więcej informacji o ewolucji rodzaju dostarczają badania metodą zegara molekularnego. Wskazują one, że rozejście linii ewolucyjnych Anophelinae i Culicinae miało miejsce między 150 a 120 milionami lat temu, a okres ekspansji rodzaju przypadał na kredę.

## Morfologia

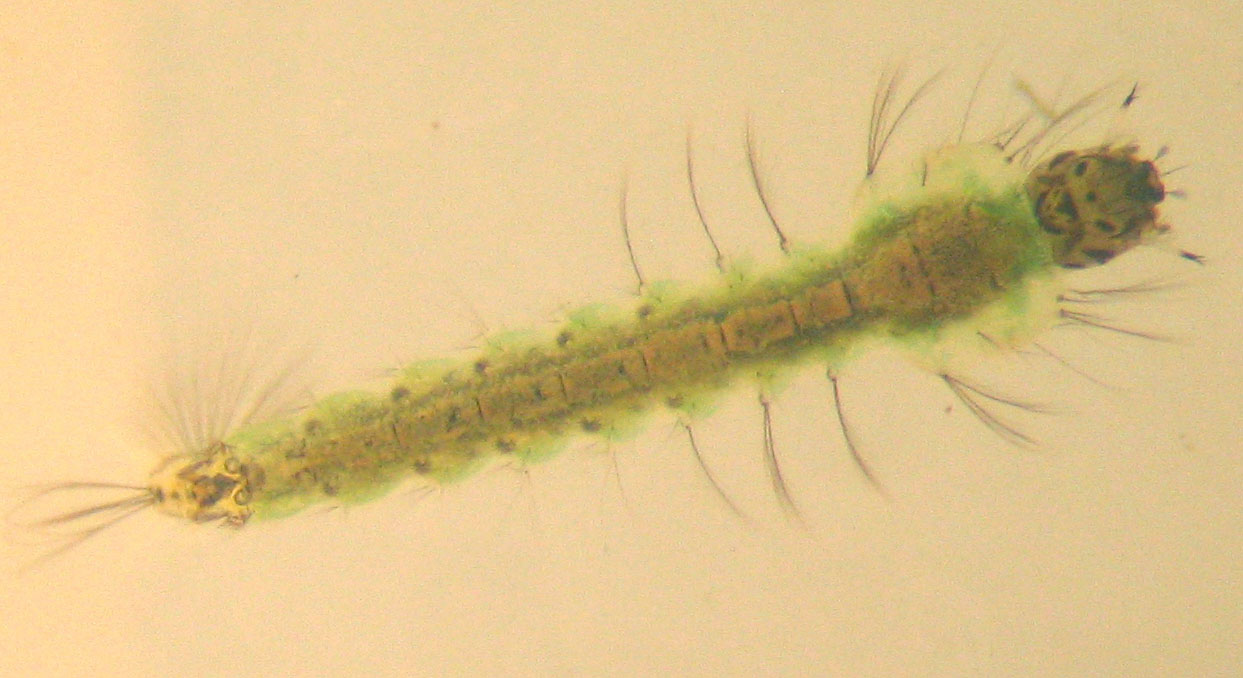
Larwa widliszka

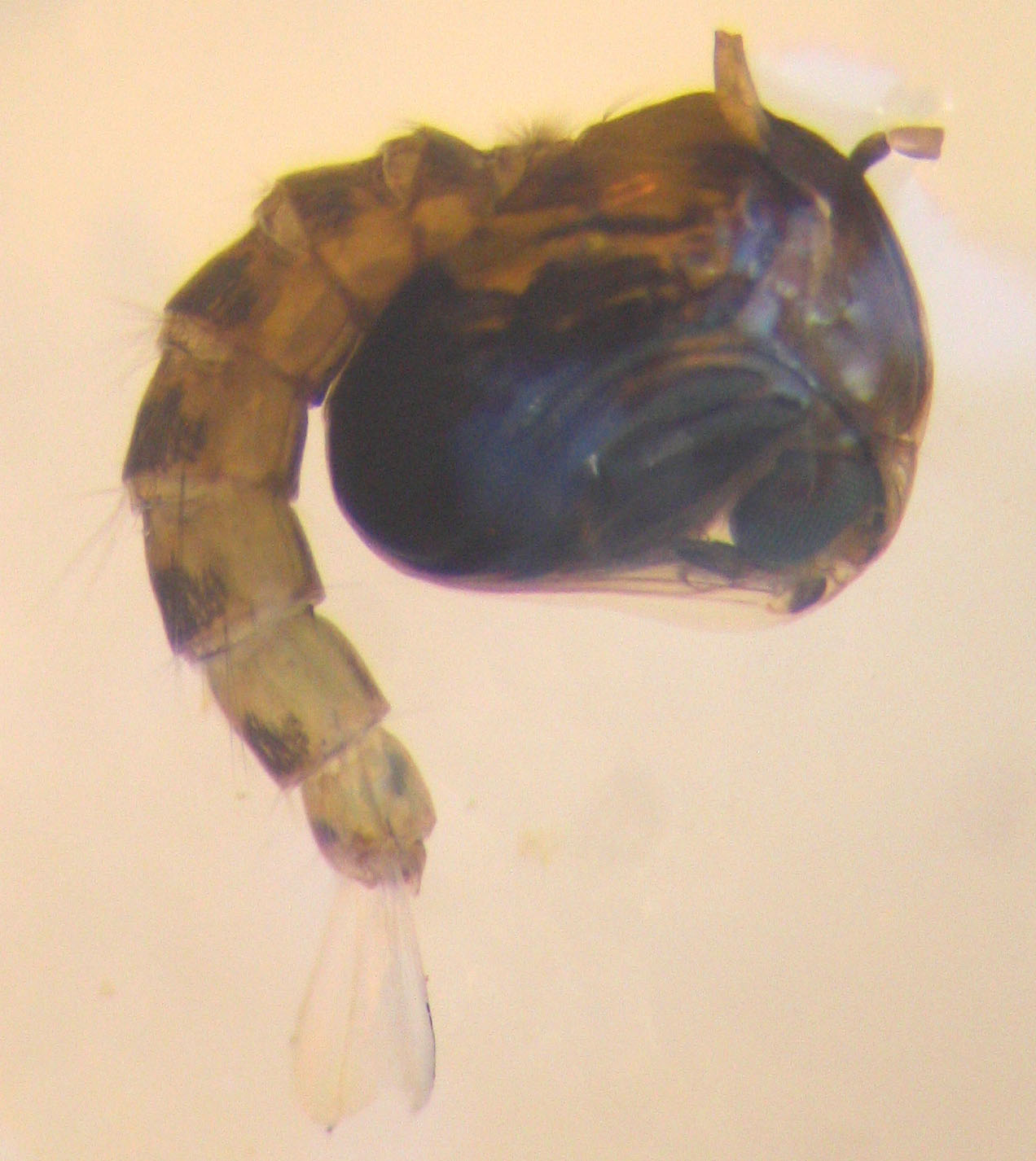
Poczwarka widliszka

Owady w większości smukłe, w spoczynku układające głowę i odwłok w linii prostej, pod kątem do podłoża. Długość głaszczków szczękowych nie odbiega u nich znacząco od długości kłujki. U samców owe głaszczki mają buławkowate zgrubienia w częściach szczytowych. Równomiernie zaokrąglona krawędź tylna tarczki wyróżnia widliszki od pokrewnego rodzaju Chagasia, zaś niefalisty przebieg żyłek medialnych M1+2 i M3+4 (są one proste lub równomiernie zakrzywione) odróżnia je od pokrewnego rodzaju Bironella. Na powierzchni odwłoka występują głównie włoski, natomiast łusek albo nie ma wcale albo ograniczają się do małych łatek.
Larwy odróżnić można od przedstawicieli Culicinae po braku syfonu, od rodzaju Bironella po braku włosków palmowatych na śródtułowiu, a od Chagasia po braku takich włosków na segmentach odwłoka od trzeciego do piątego oraz braku palisady szczecinek na tylno-bocznych płatach przetchlinek.

## Biologia i ekologia

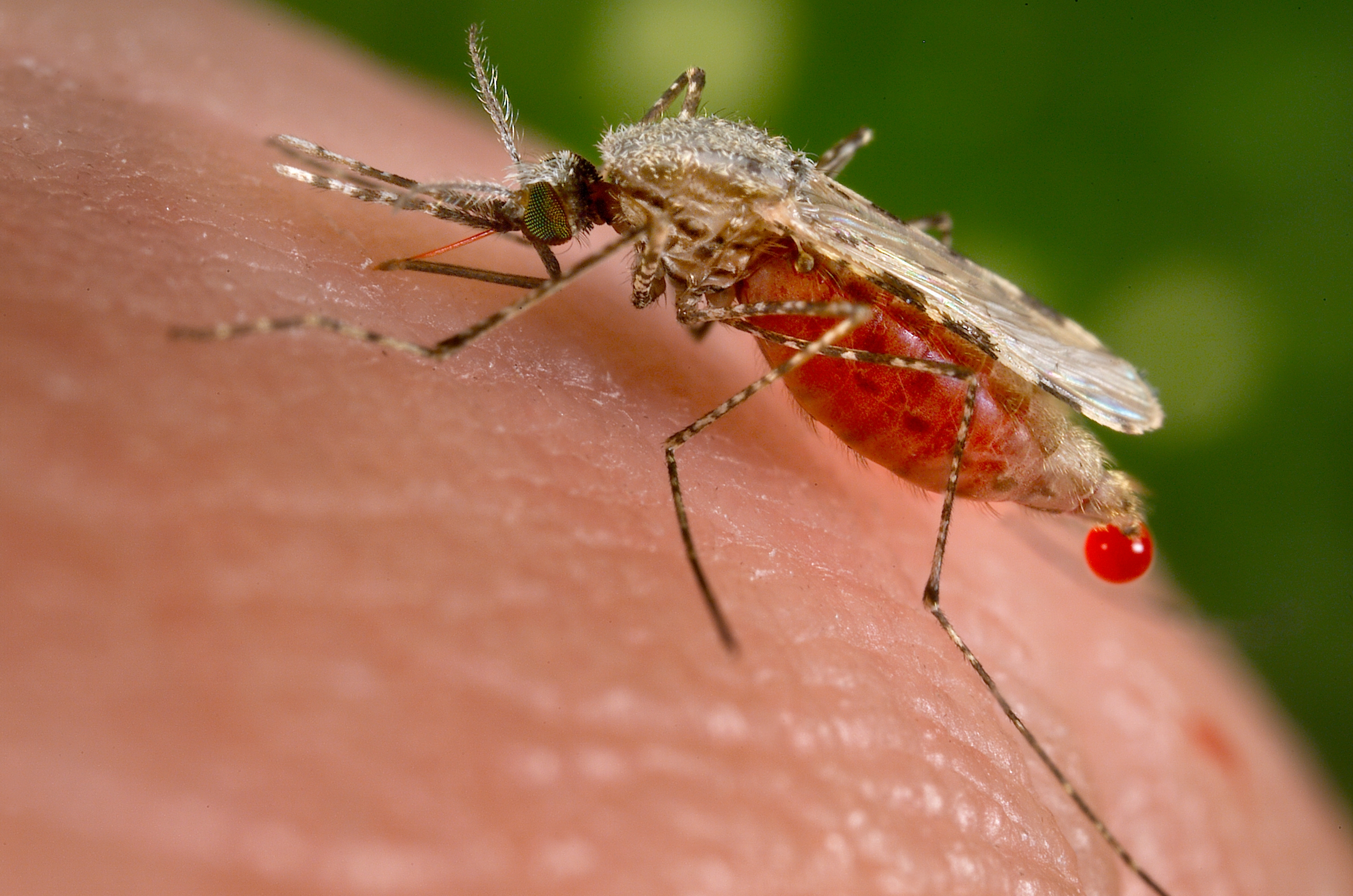
Żerująca samica Anopheles stephensi

Samce pobierają wyłącznie płynny pokarm roślinny, natomiast samice ponadto ssą krew zwierząt stałocieplnych (są hematofagami), która niezbędna jest im do rozwoju jaj. Aktywnie szukają swoich żywicieli, trzymając się jednak siedlisk wilgotnych z uwagi na łatwość wysychania ich ciała. Dorosłe większości gatunków aktywne są nocą lub o zmierzchu.
Larwy i poczwarki przechodzą rozwój w środowisku wodnym. Larwy żerują filtrując drobny pokarm z powierzchni wody przy użyciu uformowanych w wachlarze włosków na wardze górnej. Oddychają powietrzem atmosferycznym, pobieranym za pomocą przetchlinki na grzbiecie odwłoka. Przemieszczają się w wodzie szybkimi ruchami odwłoka, tyłem do przodu. Poczwarkom do oddychania służy krótki syfon.
Do pasożytów widliszków należą mikrosporydia z rodzajów: Amblyospora, Crepidulospora, Senoma i Parathelohania.

## Rozprzestrzenienie
Cały rodzaj jak i jego podrodzaj nominatywny mają zasięg kosmopolityczny. Najliczniejszy w gatunki podrodzaj Cellia ograniczony jest w swym występowaniu do Starego Świata. Monotypowy podrodzaj Baimaia występuje tylko w krainie orientalnej. Podrodzaj Christya zamieszkuje Afrykę Subsaharyjską. Pozostałe podrodzaje są neotropikalne. W Polsce stwierdzono 5 gatunków widliszków (zobacz: komarowate Polski).

## Taksonomia
Rodzaj ten wprowadzony został w 1818 roku przez Johanna Wilhelma Meigena. Wraz z rodzajami Bironella i Chagasia tworzy podrodzinę Anophelinae w rodzinie komarowatych. Do 2016 roku opisano 476 gatunków z rodzaju widliszek. Bazując głównie na chetotaksji gonokoksytów samców rodzaj ten dzieli się na 8 podrodzajów:
- Anopheles s.s. Meigen, 1818
- Baimaia Harbach, Rattanarithikul et Harrison, 2005
- Cellia Theobald, 1902
- Christya Theobald
- Kerteszia Theobald, 1905
- Lophopodomyia Antunes, 1937
- Nyssorhynchus Blanchard, 1902
- Stethomyia Theobald, 1902

Analizy filogenetyczne Salluma i innych z 2000 oraz 2002 roku, jak i Harbacha i Kitchinga z 2005 i 2016 roku wskazują, że tak rozumiany rodzaj Anopheles nie jest monofiletyczny i wymaga włączenia doń rodzaju Bironella. Ostatnia z analiz wskazała także, że bazalną pozycję w obrębie rodzaju (jeśli włączyć doń Bironella) lub całej podrodziny zajmuje Anopheles implexus, członek podrodzaju Christya, który w związku z tym może wymagać wyniesienia do rangi rodzaju. Ogólnie filogenezę Anophelinae uznaje się za wciąż niedostatecznie poznaną.

## Znaczenie medyczne
Wiele gatunków ma duże znaczenie medyczne jako wektory zarodźców, wywołujących u ludzi malarię oraz nicienia Wuchereria bancrofti, wywołującego u ludzi filariozę. Ponadto niektóre gatunki są wektorami alfawirusa ONNV, wywołującego u ludzi gorączkę O'nyong-nyong. Z ciał widliszków wyizolowano ponad 50 wirusów potencjalnie mogących wywoływać choroby u ludzi i zwierząt, jednak tylko w przypadku ONNV stwierdzono jego stałe i efektywne przenoszenie.
Do najważniejszych wektorów malarii w krainie etiopskiej należą: A. arabiensis, A. funestus, A. gambiae i A. moucheti. W krainie orientalnej są to: A. balabacensis, A. baimaii, A. culicifacies, A. dirus, A. latens, A. leucosphyrus, A. maculatus, A. minimus, kompleks gatunków A. fluviatilis, A. sundaicus i A. superpictus, w krainie australijskiej kompleksy gatunków A. farauti i A. punctulatus, a w krainie neotropikalnej: A. albimanus, A. aquasalis, A. argyritarsis, A. bellator, A. cruzii, A. darlingi, A. nuneztovari i A. pseudopunctipennis. Na Bliskim Wschodzie i na subkontynencie indyjskim kluczowe znaczenie mają A. sergentii i A. stephensi, a w południowo-wschodniej Palearktyce A. sinensis. 
Podczas historycznych epidemii malarii w Europie i Azji Zachodniej największą rolę odgrywały A. messeae i A. atroparvus, a na zachodzie Ameryki Północnej A. freeborni.